# Serrekunda FC
Der Serrekunda Football Club oder Gamtel FC (auch Gamtel/Gamcel) ist ein Sportverein aus Banjul, der Hauptstadt des westafrikanischen Staats Gambia. Der Verein ist die Werksmannschaft des gambischen Telekommunikationsunternehmens Gambia Telecommunications Company (Gamtel).
Der Verein ist vor allem für sein Fußballteam bekannt, das in der höchsten gambischen Liga, der GFA League First Division, spielt. Erstmals in Erscheinung trat der Gamtel FC in der Saison 1998/99, damals spielten sie in der zweiten Liga.
Die größten Erfolge des Vereins waren der Gewinn der Meisterschaft 2015 und 2018 und des Pokalwettbewerbs (GFA-Cup) 2011.

## Erfolge
- 2011: Pokalsieger im GFA-Cup
- Meisterschaft in der GFA League First Division (2): 2015 und 2018

## Spieler
- Christopher Allen (2007–2014), (* 1989) (Gambischer Nationalspieler)
- Matthew Mendy (* 1983), Fußballnationalspieler
- Alagie Ngum (* 1989), Fußballnationalspieler

## Statistik in den CAF-Wettbewerben
| Wettbewerb                 | Runde         | Gegner                 | Hinspiel | Rückspiel          |  |
| -------------------------- | ------------- | ---------------------- | -------- | ------------------ |  |
|                            |               |                        |          |                    |  |
| CAF Confederation Cup 2012 | Qualifikation | Casa Sports Ziguinchor | 1:0 (H)  | 0:1 (A) / Pen: 4:3 |  |
|                            | 1. Runde      | AS Réal Bamako         | 1:0 (H)  | 1:3 (A)            |  |
| CAF Confederation Cup 2013 | Qualifikation | HLM Dakar              | 2:1 (H)  | 3:1 (A)            |  |
|                            | 1. Runde      | CS Sfax                | 2:4 (A)  | 1:3 (H)            |  |
| CAF Confederation Cup 2014 | Qualifikation | RSLAF Freetown         | 1:0 (A)  | 2:0 (H)            |  |
|                            | 1. Runde      | DH El Jadida           | 0:2 (H)  | 0:4 (A)            |  |

## (Beach-)Volleyball
Der Verein verfügt auch über eine Volleyball- und Beachvolleyballabteilung.
Bei den Frauen spielten Sainabou Tambedou, Louis Joof und Anna Marie Bojang für das Beachvolleyball-Nationalteam.
Bei den Männern gewannen Amadou Jarju und Malick Jammeh 2018/2019 die nationale Meisterschaft im Beachvolleyball. Sanu Secka und Alieu Barry gehörten dem Beachvolleyball-Nationalteam an.